# Asten (Rakousko)
Asten je městys v rakouské spolkové zemi Horní Rakousy, v okrese Linec-venkov.
K 1. lednu 2014 zde žilo 6 228 obyvatel.